# Arkan
Arkan — французская ориентал-метал-группа.

## История
Группа была основана Abder'ом (ранее в Dawn of Decline) и Foued'ом (ранее в The Old Dead Tree) в 2005 году. К ним присоединились Mus и Samir из алжирской дэт-метал-группы Worth, а также Florent (ранее в Whisper-X). Дебютный мини-альбом Burning Flesh (2006) не заставил себя долго ждать. Группа начинает активно выступать на различных площадках (Scene Bastille, La Maroquinerie, Le Batofar, The Forum), наряду с такими группами, как Decapitated, Dagoba, No Return, Hacride. Дебютный альбом Hilal (2008) был спродюсирован Фредриком Нордстрёмом (Fredrik Nordström), известным по работе с In Flames, Dimmu Borgir, Arch Enemy, Soilwork, Dark Tranquillity и другими. В поддержку альбома группа отправилась в тур вместе с Septicflesh. В 2010 году последовал тур с Orphaned Land. Второй альбом Salam (2011) также был спродюсирован Фредриком Нордстрёмом.

## Состав

### Текущий состав
- Foued Moukid – ударные
- Samir Remila – бас
- Mus El Kamal – гитара
- Florent Jannier – вокал/гитара

### Бывшие участники
- Abderrahmane Abdallahoum – вокал/гитара
- Sarah Layssac – вокал

## Дискография
- 2006 — Burning Flesh (EP)
- 2008 — Hilal [3][4]
- 2011 — Salam[5]
- 2014 — Sofia[6]
- 2016 — Kelem